# Interkantonale Geldspielaufsicht Gespa
Die interkantonale Geldspielaufsicht (oder Gespa; französisch Autorité intercantonale de surveillance des jeux d'argent, italienisch Autorità intercantonale di vigilanza sui giochi in denaro, englisch Swiss Gambling Supervisory Authority) ist die Schweizer Zulassungs- und Aufsichtsbehörde für alle Grossspiele, d. h. interkantonal, online oder automatisiert durchgeführte Lotterien, Sportwetten und Geschicklichkeitsspiele. Die Gespa hat ihren Sitz in Bern.

## Gründung und Organisation
Die Gespa (bis 31. Dezember 2020 Comlot) hat ihre Zulassungs- und Aufsichtstätigkeit am 1. Juli 2006 aufgenommen. Am 1. Januar 2021 trat das gesamtschweizerische Geldspielkonkordat (GSK) in Kraft. Mit der Inkraftsetzung dieses Konkordats wurde die Interkantonale Vereinbarung über die Aufsicht sowie die Bewilligung und Ertragsverwendung von interkantonal oder gesamtschweizerisch durchgeführten Lotterien und Wetten abgelöst. Alle bei der Lotterie- und Wettkommission hängigen Verfahren und alle übrigen Rechte und Pflichten der Comlot sind auf die Gespa übergegangen.

### Aufsichtsrat
Der Aufsichtsrat ist das oberste Organ der Gespa. Er besteht – einschliesslich ihres Präsidenten Jean-Michel Cina – aus fünf Mitgliedern, wovon je zwei Mitglieder aus der französischsprachigen und deutschsprachigen Schweiz sowie ein Mitglied aus der italienischsprachigen Schweiz stammen.
Der Präsident und die Aufsichtsratsmitglieder werden auf Vorschlag der Kantone durch die Fachdirektorenkonferenz Geldspiele (FDKG) gewählt.
Am 1. Januar 2022 übernahm Jean-Michel Cina das Präsidium der Gespa. Er trat die Nachfolge von Jean-François Roth an, der seit der Gründung der Gespa (vormals Comlot) im Jahr 2006 im Amt war.

### Geschäftsstelle
Dem Aufsichtsrat steht eine ständige Geschäftsstelle zur Seite, welche das operative Geschäft der Gespa verantwortet. Die Geschäftsstelle wird vom Direktor, Manuel Richard, geleitet und beschäftigt insgesamt 16 Mitarbeitende (Stand Januar 2021).

## Aufgaben

### Aufsicht über den autorisierten Grossspielmarkt
Es ist Aufgabe der Gespa sicherzustellen, dass bei der Zulassung und Durchführung von Grossspielen den mit Geldspielen verbundenen Gefahren (Betrug, Geldwäscherei und Spielsucht) angemessen Rechnung getragen wird. Dem Jugendschutz und dem Schutz vor exzessivem Geldspiel gilt dabei besonderes Augenmerk. Vor Erteilung einer Bewilligung werden die (Sucht-)Gefährdungspotenziale der zu bewilligenden Produkte mit Hilfe eines global validierten Messinstruments eingeschätzt – und basierend auf dieser Evaluation spezifische Schutzmassnahmen verfügt.

### Bekämpfung illegale Aktivitäten
Die Gespa führt im Falle von mutmasslichen Verstössen in ihrem Zuständigkeitsbereich selbständig Verwaltungsverfahren und unterstützt die Strafverfolgungsbehörden bei der strafrechtlichen Bekämpfung des illegalen Marktes. In Zusammenarbeit mit der ESBK und den Schweizer Internetserviceprovidern ist die Gespa zudem dafür besorgt, dass den Anbietern illegaler Online-Geldspiele der Zugang zum Schweizer Markt mit technischen Mitteln verwehrt oder zumindest erschwert wird.
Das Geldspielgesetz überträgt der Gespa zudem zentrale Aufgaben zur Bekämpfung der Manipulation von Sportwettkämpfen.

### Kompetenzzentrum für Geldspiele
Die Gespa ist das Kompetenzzentrum der Kantone für alle Fragen rund um die Geldspiele.

## Ziele
Die Gespa wacht über die Einhaltung des Bundesgesetzes über Geldspiele, der Verordnungen und des Geldspielkonkordats. Sie ist dafür besorgt, dass die Bevölkerung in der Schweiz auf sichere Art und Weise an Lotteriespielen, Sportwetten und Geschicklichkeitsspielen teilnehmen kann. Im Fokus des Gesetzgebers und der Regulierungsbehörde steht das problematische Spielen um Geld (insbesondere die Geldspielsucht) sowie die mit Geldspiel verbundene Kriminalität (insbesondere Spielmanipulation und Geldwäscherei). Gleichzeitig soll sichergestellt werden, dass die mit Geldspielen erwirtschafteten Einnahmen zu grossen Teilen dem Staat zufliessen, wobei die Erträge aus Lotteriespielen und Sportwetten für gemeinnützige Zwecke verwendet werden müssen.